# Horizon Air
Horizon Air – amerykańska regionalna linia lotnicza z siedzibą w Seattle, w stanie Waszyngton. Należy do Alaska Air Group i realizuje połączenia dla Alaska Airlines.

## Flota
Według stanu na lipiec 2025 flota Horizon Air składała się z 44 samolotów o średnim wieku 5,4 lat:

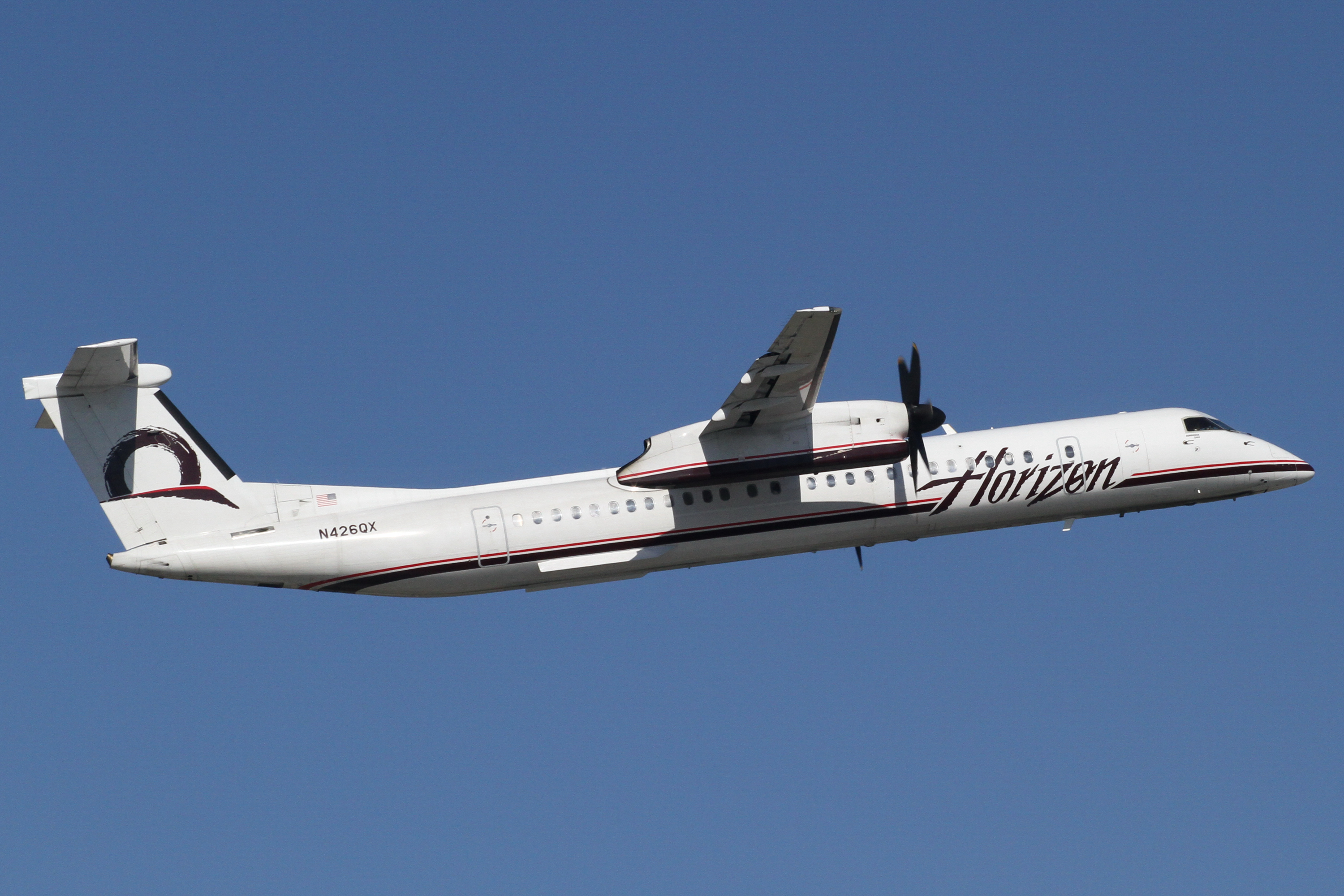
Bombardier DHC-8 wycofany w 2011

| Samolot         | Samolot | Samolot   | Liczba miejsc | Liczba miejsc | Liczba miejsc | Uwagi |
| Model           | Aktywne | Zamówione | B             | E             | Łącznie       | Uwagi |
| --------------- | ------- | --------- | ------------- | ------------- | ------------- | ----- |
| Embraer ERJ-175 | 47      | -         | 12            | 64            | 76            |       |
| Łącznie         | 44      | 0         |               |               |               |       |